# Pseudoplatystoma fasciatum
Pseudoplatystoma fasciatum is een straalvinnige vissensoort uit de familie Pimelodidae. De wetenschappelijke naam werd gepubliceerd in 1766 door Carl Linnaeus.